# The Clue (film 1913 Weber)
The Clue è un cortometraggio muto del 1913 scritto e diretto da Lois Weber. Aveva come interpreti Rupert Julian, Phillips Smalley, Laura Oakley.

## Produzione
Il film fu prodotto dalla Rex Motion Picture Company.

## Distribuzione
Distribuito dalla Universal Film Manufacturing Company, il film uscì nelle sale cinematografiche statunitensi il 30 ottobre 1913.